# Simon Norton
Simon Phillips Norton (28 februari 1952 - 14 februari 2019) was een Brits wiskundige in Cambridge, Engeland, die werkte op het gebied van eindige enkelvoudige groepen. Hij construeerde de Harada-Norton-groep en bewees in 1979 samen met John Conway dat er een verband bestaat tussen de monstergroep en de j-functie in de getaltheorie. De beide heren noemden dit monstrous moonshine en zij formuleerden enige stellingen, die later werden bewezen door Richard Borcherds.